# L'Archipel Lenoir

L'Archipel Lenoir est une pièce d'Armand Salacrou, créée le 8 novembre 1947 au Théâtre Montparnasse (Paris). La pièce est reprises plusieurs fois et elle est diffusée à la télévision le 21 octobre 1977, dans le cadre de Au théâtre ce soir.

## Argument
Armand Salacrou écrit cette pièce en s'inspirant d'un fait divers réel : accusé d'agression sexuelle, un industriel âgé, qui produit la liqueur Lenoir, est poussé au suicide par sa famille, afin d'échapper au scandale. Mais l'aïeul n'est pas de cet avis...
Le texte de la pièce est publié par Gallimard en 1948, réédité en livre de poche en 1970.

## Création au Théâtre Montparnasse en 1947
Charles Dullin met en scène et interprète le rôle principal de la pièce.
La pièce est très bien accueillie tant par la  critique que par le public. Ainsi Jean Gandrey-Rety écrit dans Franc-Tireur : « Du pur vaudeville, d'une bouffonnerie irrésistible, d'un mouvement qui ne faiblit pas. Personne n'est mort dans la sainte famille... Un dénouement à la Molière. avec intervention d'un Scapin de grande maison, couronne cette farce qu'Armand Salacrou, de toute sa verve, de toutes ses griffes, truffe d'aphorismes, de maximes sur la mort et sur la vie, sur l'heur et le malheur des hommes. Voir Charles Dullin, Marguerite Jamois, Pierre Bertin, la noble Loleh Bellon, Camille Fournier, Jacques Dufilho, enchaîner sur cette farce qui avait débuté en comédie de caractères, cela vaut la peine, je vous assure. »
La pièce est donnée jusqu'au 18 avril 1948 puis, à partir de novembre, part pour une longue tournée avec les Galas Kersenty. De retour à Paris la pièce est donnée au théâtre de Paris à partir du 1er avril 1949. Le 30 avril c'est la dernière apparition de Charles Dullin sur scène.

## Distribution
- Charles Dullin ou Jean Degrave : Paul-Albert Lenoir
- Suzanne Demars : princesse Charlotte
- Marguerite Jamois ou Annie Cariel : comtesse Hortense
- Marcel d'Orval
- Claudine Laroque
- Philippe Grenier
- Claude d'Yd
- Camille Fournier
- Stéphane Audel
- Loleh Bellon
- Jacques Dufilho

## Reprise 1953 au Centre dramatique de l'Ouest
En 1953 Hubert Gignoux met en scène Hubert Gignoux au Centre dramatique de l'Ouest
Distribution
- Hubert Gignoux
- Denise Bonal
- Jacques Gheusi
- Georges Goubert
- Jeannette Granval
- Roger Guillo
- Denis Manuel
- Alain Mottet
- Jane Papoudoff
- Guy Parigot
- Marie-Blanche Vergne

## Reprise 1962 au théâtre Montparnasse
La pièce est reprise, dans la mise en sccène de Charles Dullin au Théâtre Montparnasse. La critique est moins enthousiaste que lors de la création. Bertrand Poirot-Delpech écrit dans Le Monde : « en quinze ans le penseur a moins bien vieilli que le boulevardier. Cette histoire de gros bourgeois de province prêts à tuer un grand-père lubrique pour sauver leur réputation et celle de l'usine familiale d'un procès scandaleux a gardé ses ressources de comique mécanique et de satire mordante. L'hypocrisie des deuils bien pensants chère à Regnard et à Becque est exploitée ici avec une fantaisie macabre du meilleur style britannique, et la caricature haineuse de toutes les maffias Lenoir porte au rire franc, fût-ce au prix d'une catharsis plutôt suspecte. »
Distribution
- Jean Mercure : Paul-Albert Lenoir
- Marthe Mercadier : princesse Charlotte
- Gilbert Gil : Victor Lenoir
- Maurice Teynac : prince Boresku
- Madeleine Lambert : comtesse Hortense Cazette
- Marcel d'Orval : Adolphe Robec-Lenoir
- Pascal Mazzotti : Joseph
- Jeanne Hardeyn : Marie-Thérèse Robec-Lenoir
- Françoise Nicolini : Marie-Blanche Robec-Lenoir
- Enric Dauzonne : Guillaume Robec-Lenoir
- Serge Peyrat : vicomte Charles-Auguste

## Théâtre Édouard VII 1977, diffusionAu théâtre ce soir
Réalisation par Pierre Sabbagh, et mise en scène par René Clermont, la pièce est diffusée dans la série Au théâtre ce soir en 1977.
Distribution
- Henri Virlojeux : le grand-père
- Marcelle Ranson-Hervé : Hortense
- Louisa Colpeyn : la princesse
- Maurice Teynac : le prince
- Robert Lombard : Victor
- Robert Party : Adolphe
- Marie Déa : Marie-Thérèse
- Axelle Abbadie : Marie-Blanche
- Pascal Mazzotti : Joseph
- Jean-Luc Tardieu : le vicomte
- Pierre Nunzi : Guillaume